# Autostrada A91
Die Autostrada Roma – Fiumicino A91 (italienisch für ‚Autobahn A91‘) ist eine italienische Autobahn in der Region Latium. Sie verbindet Rom mit dem Flughafen Fiumicino. Gleichzeitig dient sie als Zubringer zur A12. Sie ist 18,5 km lang und zwischen der A90 (Grande Raccordo Anulare - GRA) und dem Flughafen sechsstreifig, innerhalb des GRA vierstreifig. Sie wird von der italienischen Autobahngesellschaft ANAS verwaltet. Die offizielle Bezeichnung A91 wurde erst Anfang des Jahres 2000 vergeben, bleibt den Nutzern jedoch verborgen, da auf den Schildern nur das charakteristische grüne Achteck mit dem Inhalt A, jedoch ohne zugehöriger Zahl abgebildet wird. Sie wird allgemein als Autostrada Roma - Fiumicino, kurz Roma Fiumicino bezeichnet.
Bislang ist die Autobahn, wie alle von der ANAS betriebenen Strecken, mautfrei.

## Geschichte
Der Bau wurde zeitgleich mit der Eröffnung des Flughafens von der ANAS im Jahre 1959 abgeschlossen. Bis zum Jahre 1969 war die Strecke als Staatsstraße 201 dell'Aeroporto di Fiumicino klassifiziert, seit 1969 wurde sie zur Autobahn aufgestuft.